# 诺村 (杜省)
诺村（法語：Nods，法語發音：[no]）是法国杜省的一个旧市镇，属于蓬塔利耶区。2016年1月1日，诺村和相邻的另外5个市镇合并成为莱普勒米耶萨潘（Les Premiers Sapins），诺村为新市镇行政中心。

## 地理
诺村（47°5'48"N, 6°20'16"E）面积11.78 平方千米，位于法国勃艮第-弗朗什-孔泰大區杜省，该省份为法国东部内陆省份，北起上索恩省，西接汝拉省，东部及东南部与瑞士接壤，东北部与贝尔福地区省接壤。
与诺村接壤的市镇（或旧市镇、城区）包括：阿尔克苏西孔。
诺村的时区为UTC+01:00、UTC+02:00（夏令时）。

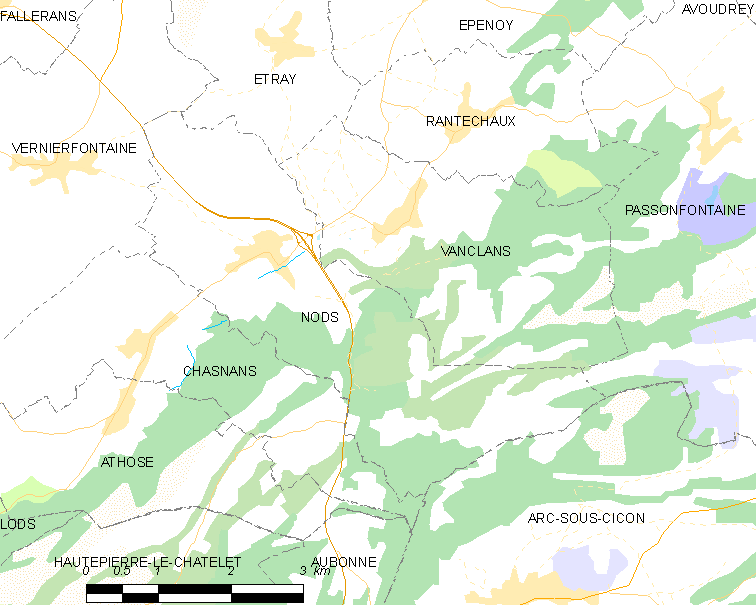
诺村的OSM定位图

## 行政
诺村的邮政编码为25580，INSEE市镇编码为25424。

## 政治
诺村所属的省级选区为瓦尔达翁县。

## 人口

1962-2008年间诺村人口变化图示

诺村于2018年1月1日时的人口数量为569人。